# Joigny
Joigny ist eine französische Gemeinde mit 9.055 Einwohnern (Stand 1. Januar 2022) im Département Yonne, in der Region Bourgogne (Bourgogne-Franche-Comté). Sie gehört zum Kanton Joigny und ist Sitz des Gemeindeverbandes Jovinien.

## Geografie
Die Stadt liegt am Ufer der Yonne im Zentrum des Départements Yonne, 27 Kilometer nördlich von Auxerre, 30 Kilometer südlich von Sens, 75 Kilometer westlich von Troyes und 147 Kilometer südöstlich von Paris. Die Route nationale 6 führt durch die Stadt.
An die Stadt grenzen die Gemeinden  Villevallier, Villecien, Dixmont, Bussy-en-Othe, Saint-Aubin-sur-Yonne, Looze, Chamvres, Paroy-sur-Tholon, Champlay und Laroche-Saint-Cydroine.

## Geschichte
Der Ort war bereits in der Jungsteinzeit besiedelt. Während der römischen Epoche taucht er unter dem Namen Joviniacum auf.
Ende des 10. Jahrhunderts wird von Rainald dem Alten, erster Graf von Joigny, eine Burg errichtet und die Stadt offiziell im Jahre 996 gegründet. 1530 verheert ein Brand die Stadt, den nur wenige der alten Holz- und Fachwerkhäuser überleben.
Von der Französischen Revolution bis 1927 war Joigny Hauptsitz einer Unterpräfektur und Garnisonstadt. Die Stadt hat auch ihre Funktion als Standort eines Krankenhauses mit Maternité und Chirurgie eingebüßt.

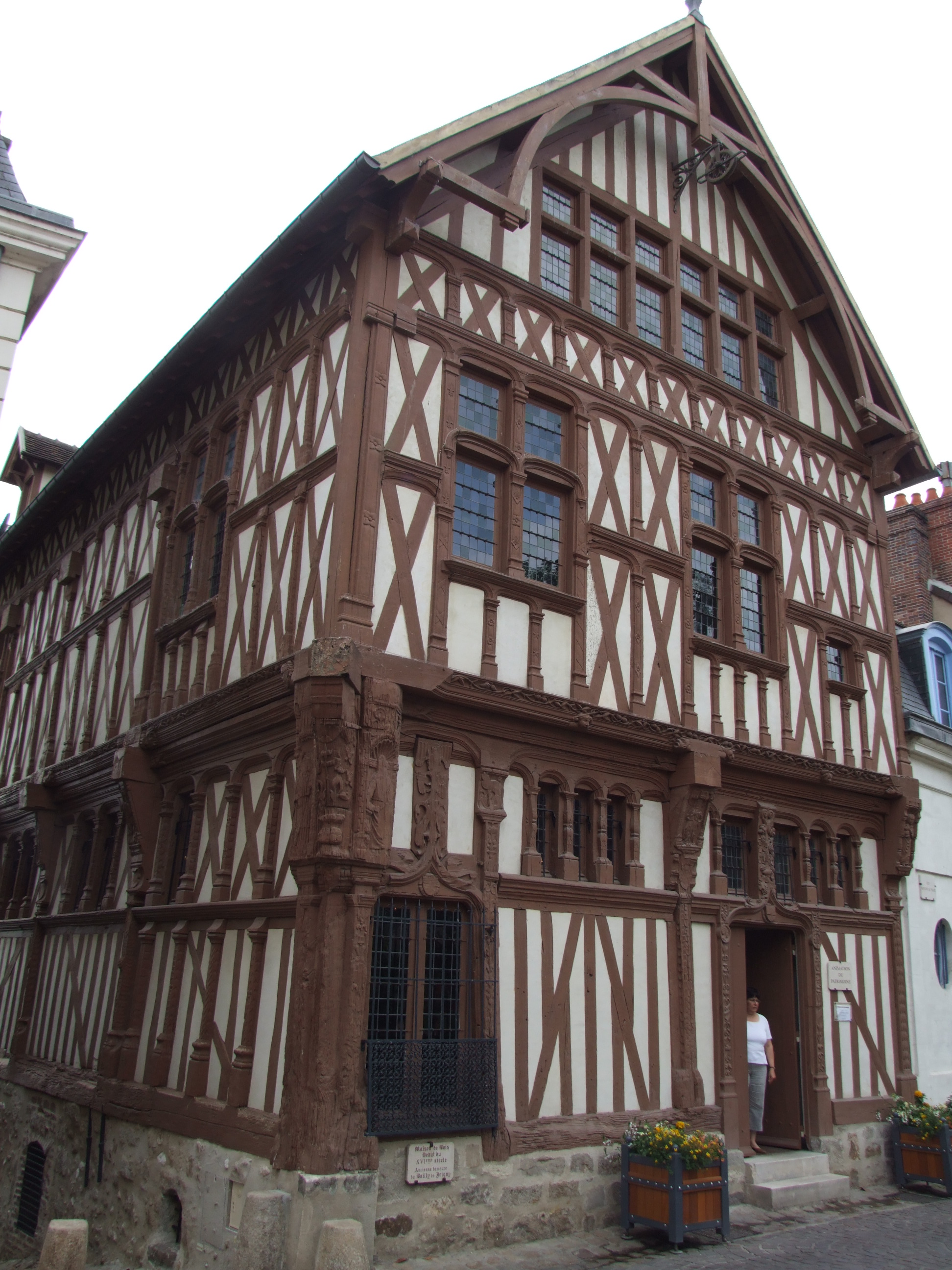
Maison du Bailli

## Sehenswürdigkeiten
- Renaissanceschloss Château des Gondi
- Kirchen Saint-André, Saint-Thibault und Saint-Jean
- Alte Fachwerkhäuser (Maison du Bailli)
- Überreste der Stadtbefestigung aus dem 12./13. Jahrhundert

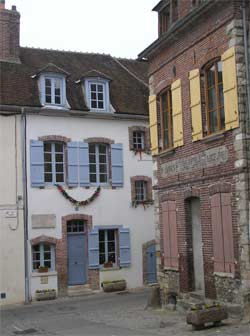
Geburtshaus von Sophie Barat

## Persönlichkeiten
- Saint Vincent de Paul (1581–1660), Begründer der Caritas, lebte in Joigny und war da Hauslehrer der Kinder des Grafen von Joigny
- Madeleine Sophie Barat (1779–1865), Ordensgründerin
- Anna Carnaud (1861–1929), feministische Schriftstellerin, wirkte in Joigny
- Gaston de Pawlowski (1874–1933), Schriftsteller
- Marcel Aymé (1902–1967), Schriftsteller
- Roger Tréville (1902–2005), Schauspieler
- Olivier Borel (* 1954), Fußballspieler
- Guillaume Auger (* 1976), Radrennfahrer

## Partnerstädte
- Mayen
- Godalming
- Hanover
- Amelia
- Joigny-sur-Meuse

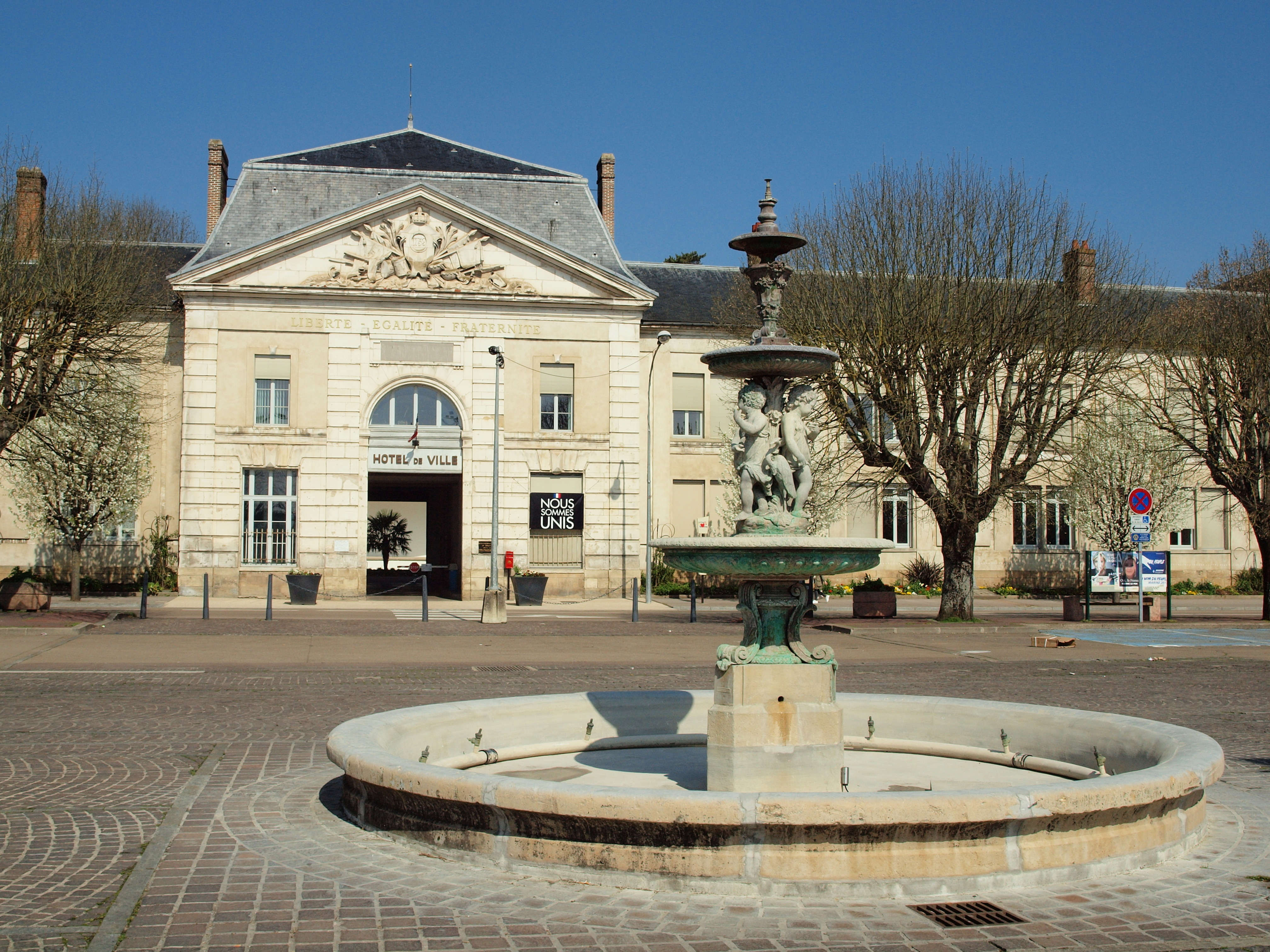
Rathaus (Hôtel de ville)
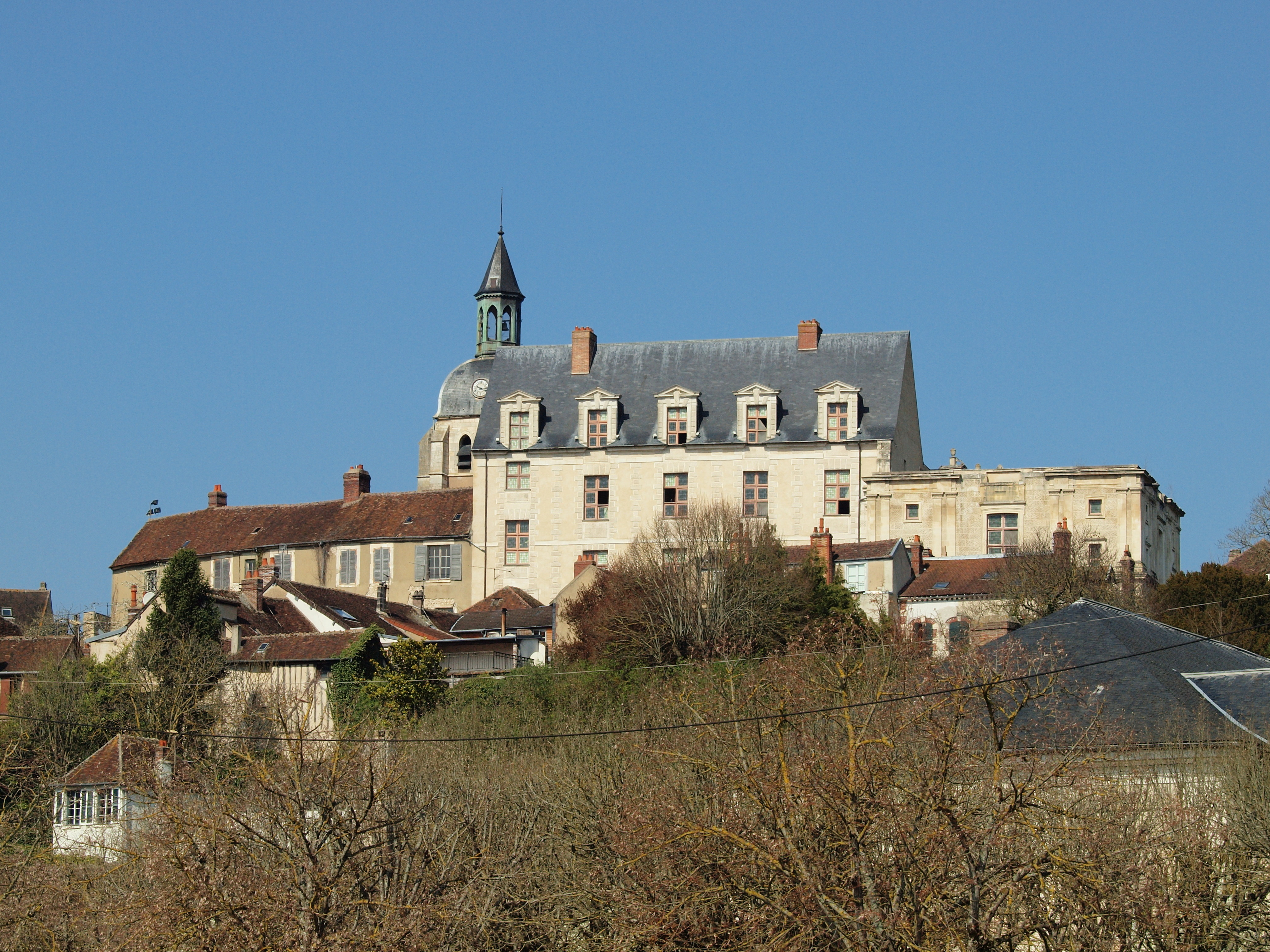
Schloss
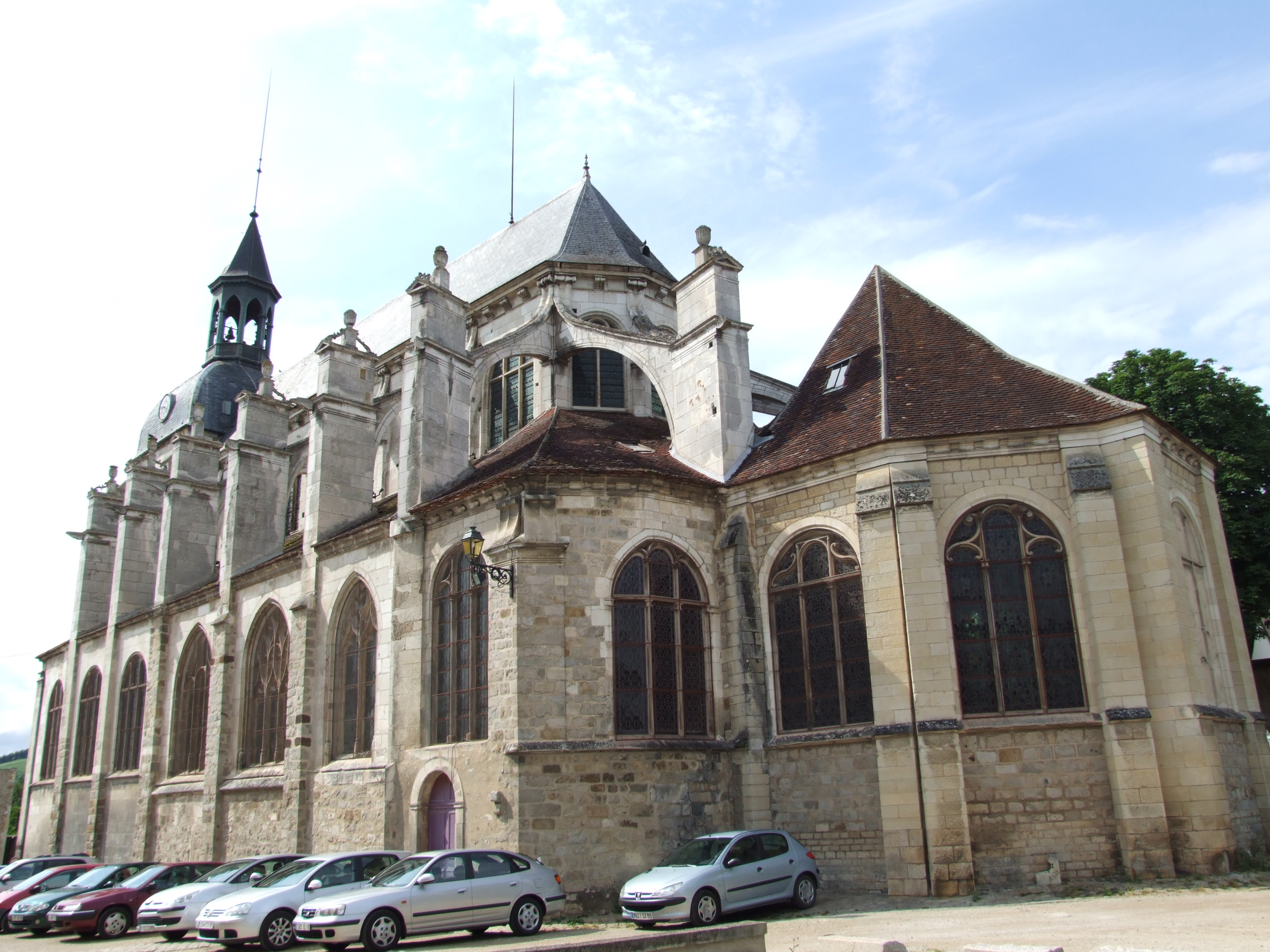
Saint-Jean
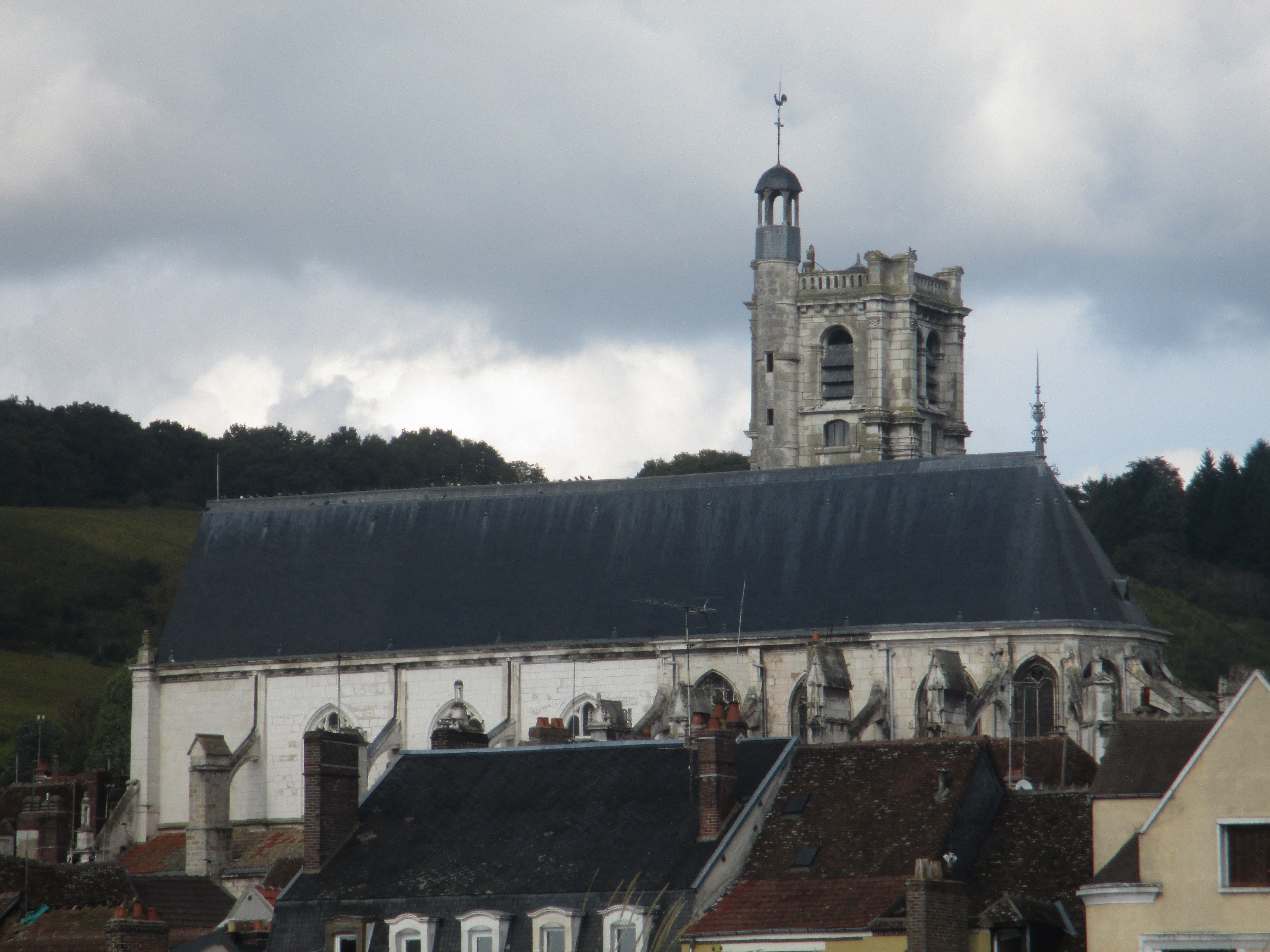
Saint-Thibault
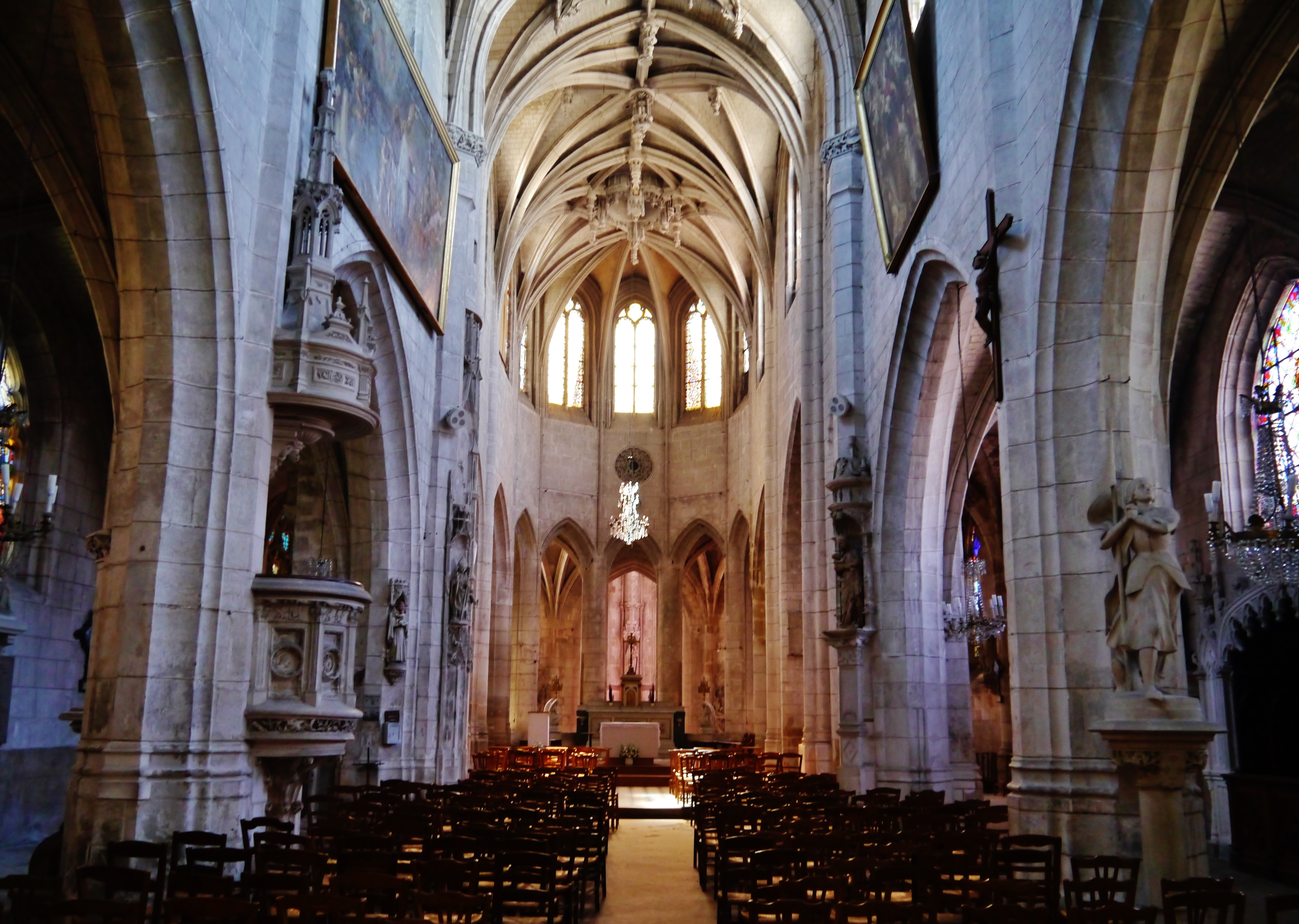
Saint-Thibault